# Manfrinópolis
Manfrinópolis is een gemeente in de Braziliaanse deelstaat Paraná. De gemeente telt 3.283 inwoners (schatting 2009).

## Aangrenzende gemeenten
De gemeente grenst aan Ampére, Flor da Serra do Sul, Francisco Beltrão, Pinhal de São Bento en Salgado Filho.